# Ngam
Le Ngam est la confrérie des Hommes-araignées et devins du peuple Bassa au Cameroun. C'est aussi le nom d'une communauté ethnique en République centrafricaine et au Tchad. 

## Description
Le Ngam, qui signifie « l'Homme-araignée », est une des confréries traditionnelles de la communauté Bassa. 